# L'Autobiographie d'un super-vagabond
L'Autobiographie d'un super-vagabond (titre original anglais : Autobiography of a Super-Tramp) est un roman autobiographique publié en 1908 par le poète et écrivain gallois W. H. Davies (1871-1940). Il raconte en grande partie la vie d'un homme que les frasques de jeunesse ont exclu de la société. Le mot anglais tramp désignant aussi bien un « clochard » qu'un « vagabond », W. H. Davies peut être considéré à la fois comme un clochard sédentaire à Londres et un vagabond en perpétuel mouvement au Canada et aux États-Unis.
Encouragé par George Bernard Shaw, recommandé par Osbert Sitwell et Edward Thomas, il obtient un succès immédiat par l'originalité de son sujet et la rudesse classique de son style, ce qui, dès la parution de son livre, range son auteur parmi les classiques de la littérature de voyage.
Plus tard, il connaît une éclipse que dissipe, depuis les années 1970, le renouveau des études concernant le genre autobiographique.

## Publication
La légende voudrait que, envoyé par la poste en 1905, le manuscrit, émanant d'un parfait inconnu, n'eût jamais été retenu si le réceptionniste eût été autre que George Bernard Shaw. 

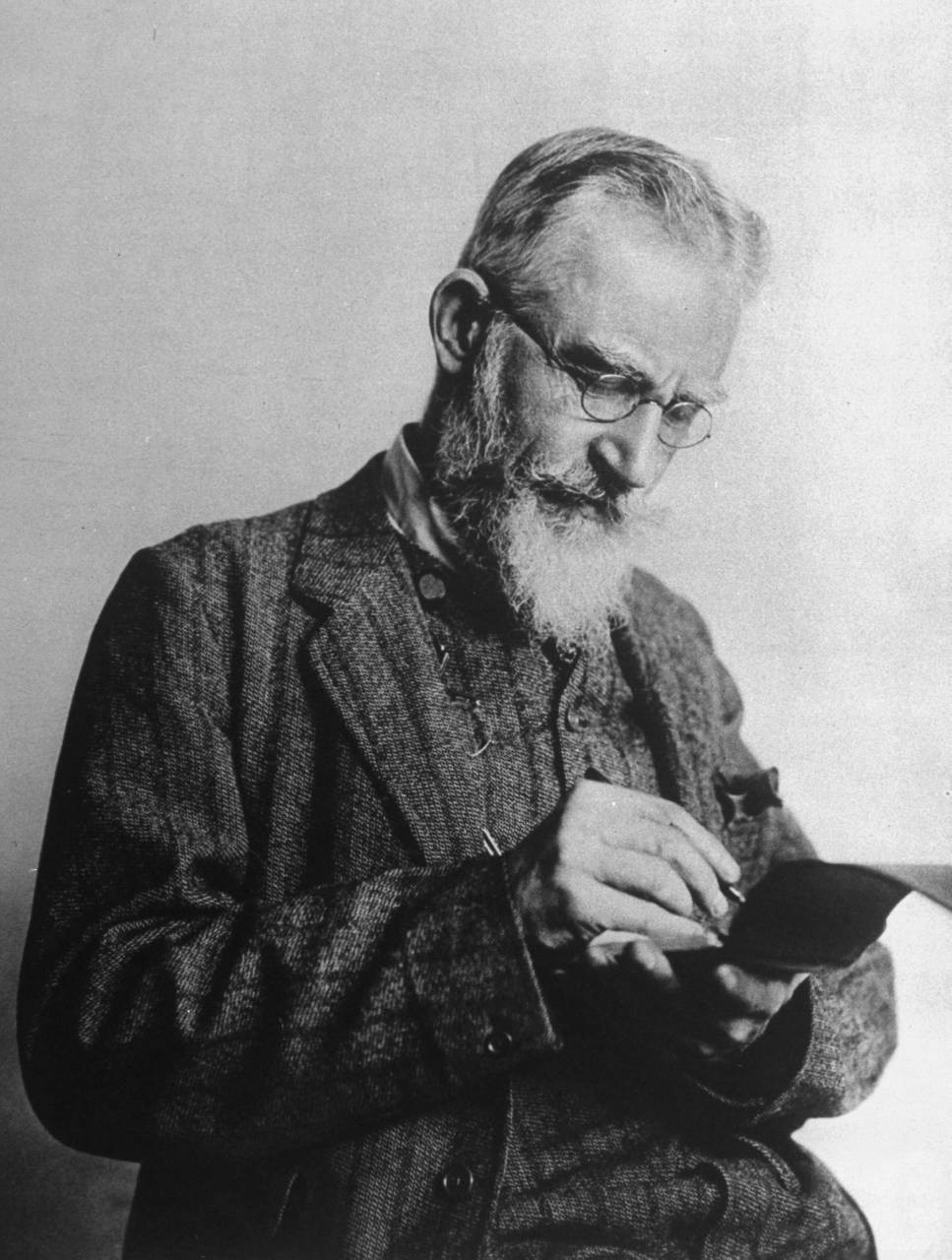
George Bernard Shaw à 57 ans.

En réalité, Bernard Shaw, s'étant déjà intéressé au premier recueil poétique de l'auteur, l'a incité quelques années plus tard à écrire l'histoire de sa vie. Le titre a été choisi par Shaw en référence à son récent Homme et Surhomme (Man and Superman), drame comique en quatre actes terminé en 1903, mais seulement joué en 1915.
Toujours d'après la légende, quelques pages auraient suffi à éveiller la curiosité de Bernard Shaw qui se serait rapidement rendu compte que les feuillets émanaient de Kennington Farm House, refuge pour clochards. En réalité, l'ouvrage était déjà programmé et sa publication assurée grâce, entre autres, aux 60 £ fournies par Mrs Charlotte Shaw à l'éditeur.
Quoi qu'il en soit, Shaw le préface à sa parution et intervient pour que Davies conserve l'intégralité des droits d'auteur : ceux de la publication en feuilleton puis, au bout de trois années, une redevance de 15 % par exemplaire vendu, et l'acquit définitif de l'avance consentie, soit 25 £, équivalent à environ 2 350 £ en monnaie d'aujourd'hui. Davies a aussi son mot à dire sur le choix des illustrations, des insertions publicitaires et de la couverture.
L'Autobiographie a été précédée par The Soul's Destroyer (1905) et New Poems (1908). L'édition de 1920 se conclut par cinq poèmes extraits de The Soul's Destroyer.
Écrit en l'espace de six semaines, l'ouvrage est jugé comme « une grande réussite pour un premier livre dû à un homme avec un minimum d'éducation ».
En avril 2013, Parthe Livres de Cardigan, pays de Galles, publie une nouvelle édition en donnant la primauté à la préface originale de Bernard Shaw ; le manuscrit est conservé à la Bibliothèque nationale du pays de Galles et fait partie d'une collection réservée aux auteurs gallois de langue anglaise, initiative conjointe du Gouvernement de l'Assemblée Galloise et du Conseil du livre gallois.

## Contexte et résumé
Né dans un pub anglais, Davies apprend très vite qu'« il ne peut compter que sur ses poings et son astuce pour survivre ». À vingt-deux ans, il quitte une enfance et une adolescence malheureuses, ainsi que son apprentissage, pour entrer clandestinement en Amérique, après une traversée sur un cargo transportant des bestiaux. 

### Le vagabondage américain

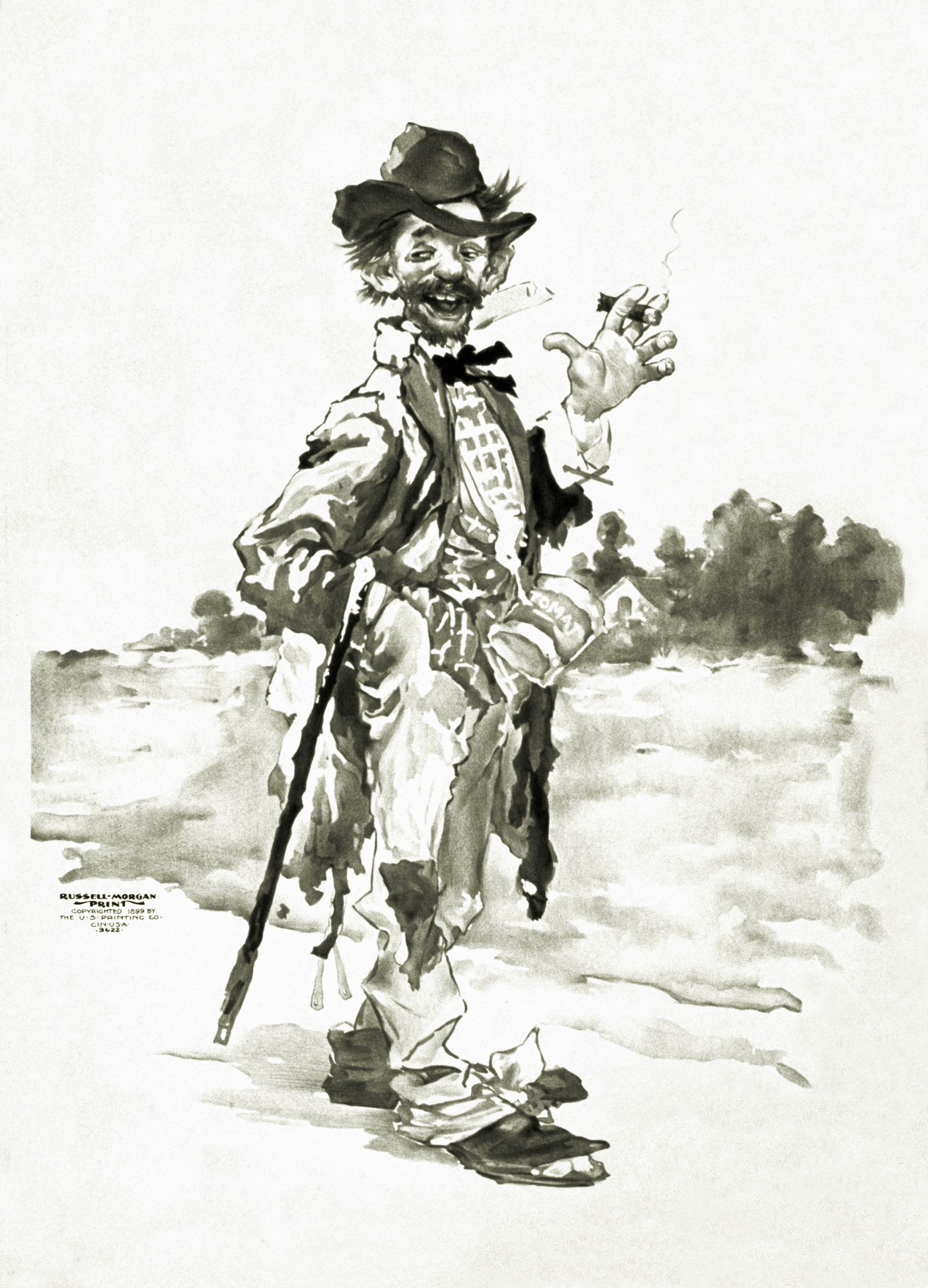
Dessin humoristique d'un joyeux vagabond en Amérique.

Entre 1893 et 1899, n'ayant nulle intention de s'installer dans la vie, Davies parcourt le pays par la route et le chemin de fer au milieu d'une bande d'hommes endurcis, vole et fait la manche quand il ne trouve pas à travailler au noir, et boit du matin au soir dans un univers de jeux de cartes, de tabagisme et aussi de chants. Plongée dans « le monde des crève-la-faim américains », l'ouvrage de Davies fait émerger d'étonnantes figures : New Haven Badly (« Le Mauvais de New Haven), Wee Shorty (« Petit Court-sur-pattes »), The Indian Kid (« Le Gamin indien »), English Harry (« Harry l'Anglais »). Jeté de prison en prison dans le Michigan,, battu et laissé pour mort à La Nouvelle-Orléans, témoin d'un lynchage dans le Tennessee, il rentre en Angleterre, « où il mène avec Irish Tim (« Tim l'Irlandais ») et Boozy Bob (« Bob le poivrot ») la vie des chômeurs et des clochards londoniens. »

### L'accident au Canada

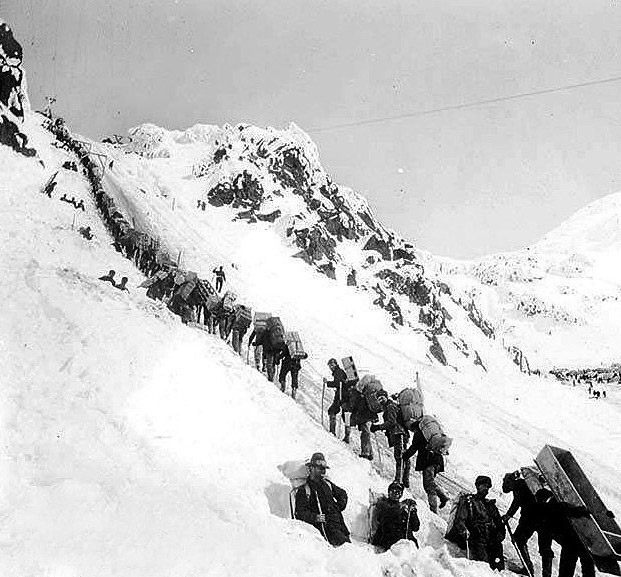
Escalier menant au col du Chilkoot pendant la ruée vers l'or du Klondike.

L'épisode central du livre concerne l'accident dont l'auteur est victime. Après sa dernière traversée de la Grande-Bretagne au Canada, à l'époque de la Ruée vers l'Or, Davies tombe en sautant d'un train en marche ; le pied écrasé, il doit subir l'amputation au-dessus du genou pour éviter la gangrène. Il explique les faits sans grand détail, mais s'attarde sur le choc psychologique dont il a souffert : hormis le handicap physique — il sera appareillé avec une jambe de bois —, il lui a semblé que la « sauvagerie » (wildness) avait été comme arrachée de son être et que ses aventures échevelées ne correspondaient plus à sa quête personnelle d'une identité.

### Détails insolites
Le livre contient nombre de recettes pratiques sur la façon d'être un vagabond à la fin des années 1800, aussi bien en Angleterre qu'en Amérique. Par exemple, vendre des lacets de chaussure s'avère à la fois lucratif et utile, lesdits lacets pouvant, selon le cas, servir de bien des façons. Ainsi, la vie d'une frange souvent inconnue de la société se révèle avec son intelligence collective propre, allant même jusqu'à la rendre presque souhaitable, tant elle clame les vertus d'une débrouillardise virtuose en une totale liberté. 
Dans son second volume autobiographique, Later Days, publié en 1925, Davies dresse une liste précise des objets qu'il a abandonnés çà et là aux quatre coins du continent, une chemise sur les rives du Mississippi, des bottes dans les Monts Allegheny, un manteau caché sous des rochers au bord de la baie de Long Island Sound, et il conclut avec ironie : « Lorsque la postérité aura confirmé l'immortalité que m'ont conférée les critiques contemporains, j'espère que le gouvernement britannique ou quelques admirateurs de mes œuvres lanceront une expédition pour retrouver ces trésors et les rapporter dans ma terre natale »,.

## Accueil et réception
Cette autobiographie se révèle comme un « véritable coup de vent dans l'atmosphère confinée de la littérature anglaise ». La brutalité du texte, son style tendu, son écriture contrôlée lui valent aussitôt un énorme succès. L'ouvrage est salué par Osbert Sitwell pour « sa franchise et sa splendeur primitive » (its frankness and primitive splendour), tandis que Bernard Shaw en souligne l'excellence du style « qui fait de cet étonnant vagabond un « expert » de la littérature », ajoutant qu'il y a là une immoralité stupéfiante (stupendous immoralité), mais destinée à la seule survie du vagabond.
De fait, de par son livre, W. H. Davies figure parmi les  classiques de la littérature voyageuse, et au début du XXe siècle, il s'impose comme l'un des poètes majeurs de sa génération. Pourtant, selon Blake Morrison, la postérité l'a abandonné et, en tant que « mémorialiste », il reste une curiosité quasiment oubliée. Morrison rappelle le mépris de D. H. Lawrence, décidant qu'il fallait « se montrer cruel » envers lui, et le sarcasme de Max Beerbohm qui, lors d'un dîner, lui rappelle que Shaw « a aidé le chien boiteux (Davies porte une jambe de bois) à franchir l'échalier ».
Le regain de l'intérêt porté par les critiques et les universitaires au genre autobiographique depuis les années 1970 a soulevé le voile de l'oubli et L'Autobiographie d'un super-vagabond a connu plusieurs rééditions.

## Adaptation et influence

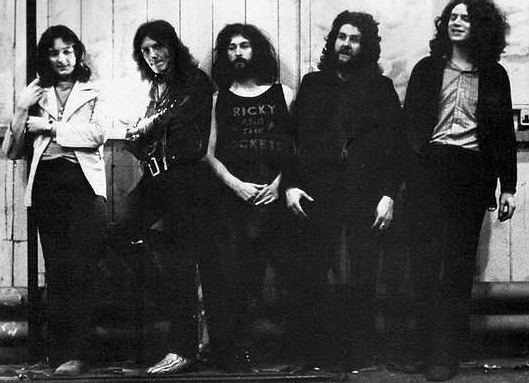
Le groupe Supertramp en 1971.

En 1948, le Home Service de la BBC (plus ou moins semblable à France Inter) a enregistré une version de l'ouvrage de Davies, diffusée chaque dimanche à partir du 4 avril pendant plus de quinze années.
Le groupe de rock anglais Supertramp a choisi son nom en référence à l'autobiographie de W. H. Davies.  
Christopher McCandless se renomme pour la même raison[pas clair] « Alexander Supertramp »,, alors qu'il se plonge dans l'immensité américaine. Après sa mort, sa vie inspire le roman biographique Voyage au bout de la solitude (Into the Wild) de Jon Krakauer (1996), retraçant l'histoire  d'un jeune homme ayant troqué la civilisation pour un retour à la vie sauvage et y trouvant la mort. Il s'agit d'une version longue d'un article de Krakauer, Death of an Innocent, paru dans le numéro de janvier 1993 de Outside. 

## Éditions

### Texte original
- (en) W. H. Davies, The Autobiography of a Super-Tramp, New York, Melville House, 2011 (1re éd. 1908), 336 p., 5 x 0.6 x 8 inches (ISBN 978-1-61219-022-8)
- (en) W. H. Davies, Later Days, Clairemont, California, Pomona Press, 2008 (1re éd. 1925), 224 p., 5.5 x 0.6 x 8.5 inches (ISBN 978-1-4437-3466-0).

### Traduction en français
- W. H. Davies (trad. Bernard Blanc), Carnets d'un hobo : D'Amérique en Angleterre au temps de la Grande Dépression, Paris, Payot, coll. « Voyageurs Payot », 2013, 360 p. (ISBN 978-2-228-88722-9 et 2-228-88722-6)

#### Ouvrages généraux
- (fr + en) Robert Ferrieux, L'Autobiographie littéraire en Grande-Bretagne et en Irlande, Paris, Ellipses, 2001, 387 p. (ISBN 2-7298-0021-2), p. 100-101
- (en) Eric Partridge, A Dictionary of the Underworld : British and American [« Dictionnaire du milieu, Grande-Bretagne et États-Unis »], Londres, Routledge, 2015, 904 p. (ISBN 978-1-317-44553-1, lire en ligne).
- (en) Blake Morrison, « Hobobohemianism », London Society of Books, vol. 33, no 13,‎ 30 juin 2011, p. 36-37.

#### Ouvrages spécifiques
- (en) Thomas Moult, W. H. Davies, Londres, Thornton Butterworth, 1934, 149 p..
- (en) R. J. Stonesifer, W. H. Davies-A Critical Biography [« W. H. Davies, biographie critique »], Middletown, CT, Wesleyan University Press, 1965 (1re éd. 1963), 256 p., 9.1 x 6.6 x 1.1 inches.
- (en) R. Waterman, W.H. Davies, the True Traveller : A Reader, Manchester, Fyfield, Carcanet Press, 2015 (ISBN 978-1-78410-087-2).

### Citations originales de l'auteur
1. ↑  « When Posterity has confirmed this immortality which contemporary critics have conferred on me, I hope the British government or private admirers of my work will fit out an expedition to go in search of those treasures and bring them back to my native land ».